# سارة أبو بكر
سارة أبو بكر (من مواليد 30 يونيو 1936) هي روائية وكاتبة قصص قصيرة باللغة الكنادية بالأضافة إلى كونها مترجمة. ولدت سارة أبوبكر في قرية كساراجود، بولاية كيرلا. جنت كتبها التي تتعلق بمحنة النساء المسلمات في ولايتي كيرلا وكارناتاكا الكثير من الشهرة إلي جانب العديد من جوائز أدبية. تُرجمت روايتها (1984) Chandragiriya Theeradalli إلى اللغة الإنجليزية بعنوان Breaking Ties (كسر الروابط). وقد ترجمت سارة أبوبكر كتب بضع مؤلفين هنود إلى اللغة الكنادية.